# Matthias Bertsch

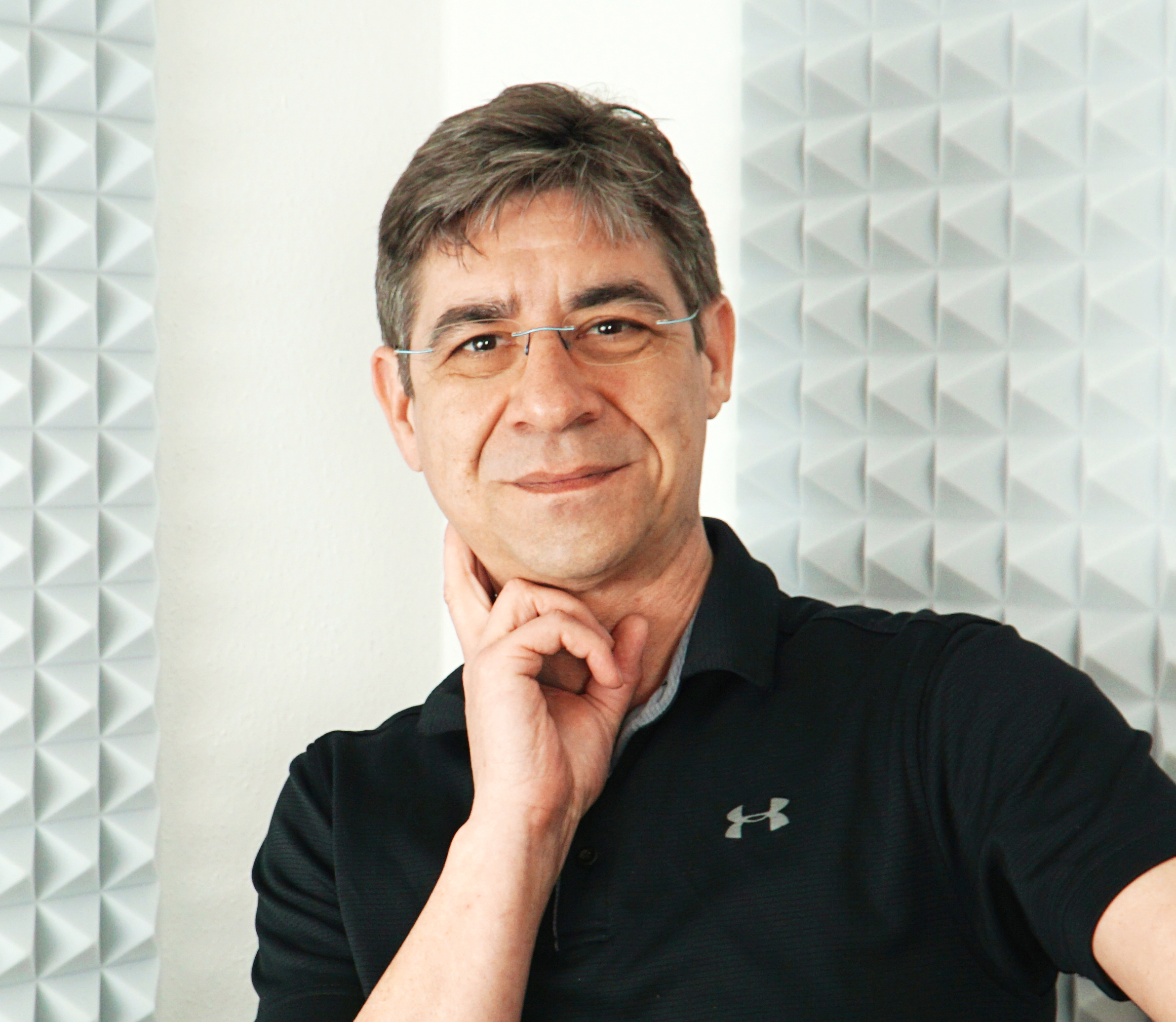
Matthias Bertsch, 2021

Matthias Bertsch (* 1966 in Lichtenau) ist ein deutscher Musikwissenschaftler, Musiker und außerordentlicher Universitätsprofessor am Institut für Musik- und Bewegungspädagogik/Rhythmik sowie Musikphysiologie an der Universität für Musik und darstellende Kunst in Wien.

## Leben
Seine Schulausbildung absolvierte er im badischen Lichtenau, in Bühl und an der Heimschule Lender, wo er 1986 das Abitur ablegte. Da das Windeck-Gymnasium Bühl keinen Musik-Leistungskurs anbot, wechselte er auf die Heimschule Lender. Nach dem Abitur übersiedelte Bertsch nach Wien und studierte von 1988 bis 1992 Musikwissenschaft an der Universität Wien. Er schloss das Studium mit dem Magister ab und promovierte 1999 „summa cum laude“ mit seiner Arbeit Zur Tonerzeugung auf der Trompete in den Fachbereichen „Musikalische Akustik“ und „Musikalische Physiologie“ zum Doktor an der Universität Wien. 2003 habilitierte er mit Arbeiten zur musikalischen Akustik und Studien zum Wiener Klangstil, erhielt die Lehrbefugnis (venia docendi) für das Fach Musikalische Akustik und wurde stellvertretender Institutsleiter am Institut für Musikalische Akustik an der Universität für Musik und darstellende Kunst in Wien.
Im Jahr 2008 wechselte Bertsch als ao. Universitätsprofessor in den Bereich Musikphysiologie am Institut für Musik- und Bewegungspädagogik/Rhythmik sowie Musikphysiologie, absolvierte eine Ausbildung zum Biofeedback-Trainer und ist seit 2009 Präsident der Österreichischen Gesellschaft für Musik und Medizin (Musikermedizin, Musikphysiologie, Musikpsychologie) gewählt.
Bertsch ist Mitglied der Deutsche Gesellschaft für Musikphysiologie und Musikermedizin (DGfMM), der Performing Arts Medicine Association (PAMA) und der Deutsche Gesellschaft für Musikpsychologie (DGM). Darüber hinaus ist er Vorstandsmitglied des UniversitätslehrerInnenverbandes (ULV) und engagiert sich bei Wikimedia Österreich.

## Wissenschaftliche Tätigkeit
Forschungsschwerpunkte von Matthias Bertsch sind „akustische, physiologische und psychologische Aspekte des Musizierens“, der Wiener Klangstil sowie Instrumentenkunde. 
In enger Zusammenarbeit mit der Medizinische Universität Wien führte er eine wegweisende Studie zur akustischen Umgebung von Brutkästen auf neonatale Intensivstationen durch. Unter dem Titel *"The 'Sound of Silence' in a Neonatal Intensive Care Unit"* analysierte die Untersuchung detailliert, wie Sprache und Musik innerhalb von Brutkästen übertragen werden und welche Auswirkungen unterschiedliche Lärmpegel auf die Entwicklung und das Wohlbefinden von Frühgeborenen haben können.
Ein weiterer Schwerpunkt seiner Arbeit ist die Anwendung von Virtual Reality (VR) zur Bewältigung von Lampenfieber bei Musikern. Mit Hilfe von VR-gestützten Trainingsprogrammen simuliert er Auftrittssituationen, um Musikern die Möglichkeit zu geben, Auftrittsängste in einer kontrollierten Umgebung zu überwinden. Physiologische Parameter wie Herzfrequenz und Muskelspannung werden dabei erfasst, um Stressreaktionen zu analysieren.
Er verfasste wissenschaftliche Beiträge in TV-Sendungen des ORF (Modern Times, Newton, Kulturmontag, …), deutschen Sendern (ARD, WDR, SWR) sowie in Print- und Online-Medien (Der Standard, Die Zeit, Profil, Youtube). Als Vortragender, Chairman und Committee Member trat er bei internationalen Fachkongressen und Symposien auf. Ferner ist er Autor von Veröffentlichungen in nationalen und internationalen Fachzeitschriften, Lexika und Büchern. Ein besonderes Anliegen ist es ihm, das Thema Musikergesundheit bereits in die professionelle musikalische Ausbildung zu integrieren und so Musikererkrankungen langfristig entgegenzuwirken.

## Künstlerische Tätigkeit
Neben seiner akademischen Laufbahn begann Matthias Bertsch eine musikalische Ausbildung als Trompeter. Er studierte privat bei Manfred Stoppacher und Carole Dawn Reinhart sowie in Meisterkursen unter anderem bei Fred Mills und Thomas Gansch. Als Trompeter wirkte er in der Wiener Akademischen Philharmonie, der Uni-Big-Band Wien, der B4 Babenberger Big-Band Mödling sowie im Blechbläserquintett Brasso Continuo mit. Während seiner Orchestertätigkeit im Stabsmusikkorps der Bundeswehr spielte er bei Staatsempfängen der Bundesrepublik Deutschland im Jahr 1987, darunter für Ronald Reagan und Erich Honecker. Derzeit ist er Mitglied des Jazz-Quartetts Whisky and Wine im Bezirk Mödling.

## Publikationen (Auswahl)
- Die Wiener Pauke und das Schlagwerk in Wien: Traditionen, Besonderheiten und akustische Analysen. Musikinstrumente und Musizierpraxis zur Zeit Gustav Mahlers 2,. Wien: Böhlau, 2020. (S. 275–293)
- Sind Blasinstrumente Virenschleudern ? Experimente und Erklärungen mit Trompete und Posaune. Performing Science | Motion-Emotion-Lab,. Online: Youtube.com, 2020.
- Herausgeber des ÖGfMM Newsletter Journal. Wien: OeGfMM. ISSN 2218-2780.
- Zus. mit Reuter, Christoph; Czedik-Eysenberg, Isabella; Berger, Angelika; Olischar, Monika; Bartha-Doering, Lisa; Giordano, Vito. The “Sound of Silence” in a Neonatal Intensive Care Unit—Listening to Speech and Music Inside an Incubator. doi:10.3389/fpsyg.2020.01055 - Performance Science | Front. Psychol., 11:1055 : Frontiers, 2020.
- Anpressdruck- und Zungenmobilität beim Trompetenspiel. Zeits. f. Musikphysiologie und Musikermedizin, 25 2. Mainz: DGfMM, 2018. (S. 56–65)
- Katalog Ergonomische Behelfe‘ und ‚physiologische Accessoires‘ für Musikinstrumente (400 S.). ÖGfMM, 2016.
- Die Trompete. In: Oesterreichisches Musiklexikon. Österreichische Akademie der Wissenschaften, Wien 2005.
- Wiener Klangstil – Mythos oder Realität? Ergebnisse der Hörstudie „Hören Sie Wienerisch?“ Institut für Wiener Klangstil, Wien 2003, ISBN 3-900914-03-6. (Schriftenreihe des IWK Band 5)
- Collected Papers in Musical Acoustics. Institut für Wiener Klangstil, Wien 2003, ISBN 3-900914-04-4. (Schriftenreihe des IWK Band 5)
- Studien zur Tonerzeugung auf der Trompete. Institut für Wiener Klangstil, Wien 2002, ISBN 3-900914-02-8. (Schriftenreihe des IWK Band 5)
- Zus. mit Thomas Maca: Visualisierung des Einblasvorgangs [Warm up] bei Blechbläsern mittels Infrarot-Thermographie. In: Brass Bulletin 114. Vuarmarens (CH) 2001. (Übersetzt in 4 Sprachen: en, fr, it, es).
- Trompete. In: Oesterreichisches Musiklexikon. Online-Ausgabe, Wien 2002 ff., ISBN 3-7001-3077-5; Druckausgabe: Band 5, Verlag der Österreichischen Akademie der Wissenschaften, Wien 2006, ISBN 3-7001-3067-8.